# Marcus Elieser Bloch
Marcus Élieser Bloch (ur. 1723 w Ansbach, zm. 6 sierpnia 1799 w Karlsbadzie) – niemiecki lekarz, ichtiolog. 

## Życiorys
Marcus Élieser Bloch urodził się w 1723 roku w biednej rodzinie żydowskiej w Ansbach, której nie było stać na opłacenie edukacji syna. Chociaż w wieku 19 lat nie potrafił czytać po niemiecku, dzięki znajomości hebrajskiego i znajomości literatury rabinicznej został nauczycielem domowym w rodzinie żydowskiego chirurga w Hamburgu. Wtedy nauczył się niemieckiego i łaciny. Wówczas też rozwinęło się jego zainteresowanie naukami przyrodniczymi. Udał się do Berlina, gdzie dzięki wsparciu krewnych studiował medycynę. Zawód lekarza zdobył we Frankfurcie nad Odrą w 1747 roku, po czym rozpoczął praktykę lekarską w Berlinie. Zmarł 6 sierpnia 1799 roku podczas podróży do Karlsbadu.
Jego zainteresowania przyrodnicze skupiły się na ichtiologii. Zbierał okazy ryb –  po śmierci jego kolekcja została przejęta przez rząd pruski a obecnie znajduje się w berlińskim Muzeum Zoologicznym. Główne dzieło Blocha to dwunastotomowy atlas ryb Allgemeine Naturgeschichte der Fische z 432 ilustracjami, wydany w latach 1781–95 dzięki środkom własnym i wsparciu licznych darczyńców.

## Prace

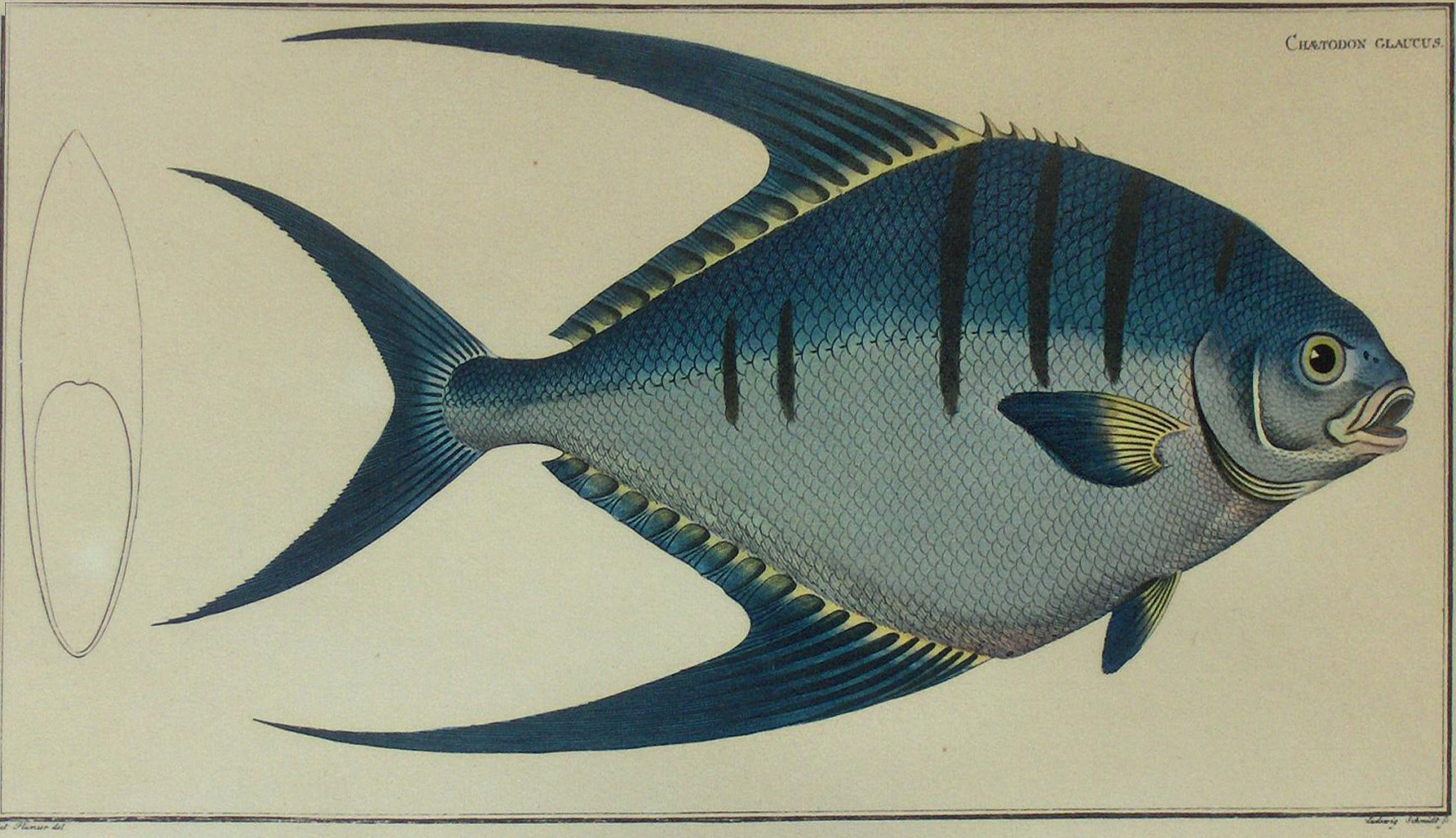
Chaetodon glaucus, Bloch (1785–97)

Wybór prac za Allgemeine Deutsche Biographie:
- Medicinische Bemerkungen, Nebst einer Abhandlung vom Pyrmonter Sauerbrunnen, 1774;
- Oekonomische Naturgeschichte der Fische Deutschlands, besonders des Preußischen Staates, 1781;
- Oekonomische Naturgeschichte der Fische Deutschlands, 1782–84;
- Naturgeschichte ausländischer Fische, 1785–95;
- Allgemeine Naturgeschichte der Fische, 1785–95;
- Systema ichthyologicum, 1801.

## Upamiętnienie
Epitet gatunkowy naukowej nazwy ryby z rodziny pokolcowatych Acanthurus blochii jest eponimem mającym na celu upamiętnienie Marcusa Éliesera Blocha.